# سیارک ۳۴۷۰
سیارک ۳۴۷۰ (به انگلیسی: 3470 Yaronika، نامگذاری:1975ES) سه هزار و چهارصد و هفتادمین سیارک کشف شده‌است که در ۶ مارس ۱۹۷۵ کشف شد.
قدر مطلق سیارک برابر ۱۳٫۱۰ است.